# Paul Könke
Paul Könke (* 3. Mai 1870 in Wittenborn, Mecklenburg-Strelitz; † 27. Dezember 1930 in Berlin) war ein deutscher Politiker (DDP).

## Leben und Wirken
Könke wurde als Sohn eines Volksschullehrers geboren, von dem er auch unterrichtet wurde. Ferner erlernte er die lateinische Sprache bei seinem Pastor. Danach absolvierte er eine praktische Malerlehre in Prenzlau. Später besuchte Könke die Kunstgewerbeschulen in Nürnberg und München. Es folgte eine langjährige Tätigkeit als Dekorationsmaler und Zeichner in Wien, Zürich, Genf, Paris und London. Während dieser Zeit erlernte Könke die französische und die englische Sprache. 1907 ließ er sich in Berlin nieder, wo er ab 1910 auch dem Vorstand der Malerinnung angehörte. 1913 übernahm er außerdem das Amt des Dirigenten der städtischen Fachschule für Maler.
Nach dem Ersten Weltkrieg gehörte Könke der Deutschen Demokratischen Partei (DDP) an, für die er im Oktober 1924 als Ersatzmann für den ausgeschiedenen Abgeordneten Carl Friedrich von Siemens in den Reichstag der Weimarer Republik einzog, in dem er den Wahlkreis 2 (Berlin) vertrat, und dem er bis zum Dezember 1924 angehörte.